# Leitfaden für Seitensprünge
Leitfaden für Seitensprünge (Originaltitel: A Guide for the Married Man, wörtlich übersetzt: Ein Führer für den verheirateten Mann) ist ein amerikanischer Spielfilm aus dem Jahr 1967 von Gene Kelly mit Walter Matthau, Inger Stevens und Robert Morse in den Hauptrollen. Das Drehbuch verfasste Frank Tarloff nach seinem gleichnamigen Roman. Premiere hatte der Film in den USA am 25. Mai 1967. Kinostart in der Bundesrepublik Deutschland war am 29. September 1967.

## Handlung
Eines Tages entscheidet sich der seit vielen Jahren mit seiner Frau Ruth glücklich verheiratete und bescheidene Vorstadt-Ehemann Paul Manning, der gerne anderen Frauen hinterherschaut, seinen Blicken Taten folgen zu lassen. Da es ihm an einschlägiger Erfahrung mangelt und er außerdem sehr schüchtern ist, sucht er sich in seinem Freund und Kollegen Ed Stander einen Lehrer, der das Vorgehen mit ihm übt. Als es endlich soweit wäre, macht er jedoch im letzten Moment einen Rückzieher.

## Kritik
Der Evangelische Filmbeobachter fasst sein Urteil so zusammen: „Amerikanische Farb-Breitwand-Komödie über einen etwas begriffsstutzigen, glücklich verheirateten Ehemann und verhinderten Frauenhelden sowie seinen großen ‚Lehrer‘ […]. Eine originelle Idee, ein adäquates optisches Bild, gute Inszenierung und darstellerische Höchstleistungen – jedoch: Was soll (trotz sterilem Ende) so eine Ehe-Fledderei heutzutage? Keine Befürwortung.“ Das Lexikon des internationalen Films bemerkt lapidar, bei dem Film handle es sich um eine Boulevardkomödie im publikumsgefälligen Stil Hollywoods. Zu einem überwiegend positiven Urteil kommt der Kritiker von Film-Rezensionen.de: „In Teilen wirkt der episodenhafte ‚Guide for the Married Man‘ wie eine Sitcom, was in diesem Fall nicht unbedingt etwas Schlechtes sein muss, denn trotz der amoralischen Tipps, die hier augenzwinkernd gegeben werden, vermag Gene Kellys Film zumindest bis zur letzten halben Stunde ganz hervorragend zu unterhalten, erwartet man keine tiefschürfende Philosophie oder anspruchsvollen Humor, der sich hier nicht scheut, in seinem albernsten Gewand aufzutreten, gerne als Quasi-Stummfilm, unterlegt von tänzelnder Musik des späteren Star-Wars-Komponisten John Williams.“